# Diakovár
Diakovár (horvátul Đakovo, németül Djakowar, szerbül Ђаково) város és község Horvátországban, Eszék-Baranya megyében. A város a Diakovár-Eszéki főegyházmegye érseki székvárosa.

## Fekvése
Eszéktől légvonalban 35, közúton 39 km-re délnyugatra, Szlavónia középső részén, az Eszék-Slavonski Šamac vasútvonal mentén fekszik. A Valkó és a Báza folyók közötti, Đakovštinának nevezett tájegység központja. Ennek középső része termékeny humusszal borított löszös síkság, míg az alsó, nedvesebb területen gabonaféléket és olajos magvakat termesztenek, a dombos területen pedig szőlőültetvények, gyümölcsösök és erdők találhatók. A város negyedei: Centar, Vila, Sjever, Brdo, Pazarište, Bajnak, Čikaga és Dračice.

## A község települései
Diakovár községhez közigazgatásilag 9 település tartozik, ezek: Budrovce, Diakovár (Đakovo), Gyurgyance, Ivanovci, Kuševac, Novi Perkovci, Piskorevce, Szelce és Široko Polje.

## Nevének eredete
Nevének előtagja a szláv „đak” (= deák) főnévből ered. A magyar név utótagja a magyar „vár” főnévból való.

## Története

### A város őskori emlékei
A város területén előkerült számos régészeti lelet alapján területe már az őskortól fogva lakott volt. Az egyik legjelentősebb őskori régészeti lelőhely a várostól 3 km-re északra fekvő, az Eszékre vezető út és a téglagyár közelében található „Grabrovac”, ahol 1980 óta folynak ásatások a városi múzeum munkatársainak vezetésével. Itt az újkőkorszakból, a kőrézkorból és a bronzkorból származó leletek is előkerültek. A leletek a Starčevo-kultúra, a Somogyvár–Vinkovci-kultúra és a vučedoli kultúra népeihez kapcsolódnak. Az „Ivandvor” lelőhelyről az újkőkor végén virágzott Sopot–Bicske-kultúra leleteit tárták fel, de több őskori lelőhely található a községhez tartozó településeken is.

### Az ókori Certissa
A mai Diakovár területén az ókorban a rómaiak „Certissa” nevű települése állt, mely fontos állomás volt a Sisciát Sirmiummal összekötő út mentén. Ennek maradványait a várostól délkeletre fekvő Budrovce határában fekvő „Štrbinci” lelőhelyen találták meg. A pénzleletek alapján Augustus korától Arcadiusig, vagyis az 5. század elejéig volt a birodalom része. Az ásatások során két temetője is előkerült. A leletek bizonysága szerint az ókori település helye még a középkorban is lakott volt.

### Diakovár a középkorban
A mai várost először „Dyacou” alakban 1239-ben említik, de jóval korábbi lehet. Ekkor adja Kálmán herceg a Boszniában terjeszkedő eretnek bogumilok elleni menedékül Pósa boszniai püspöknek, aki 1246-ban ide települ át. Az itteni káptalant 1357-ben „Capitulum de Deako” néven említik. Később legtöbbször „Dyaco”, 
„Dyako” alakban szerepel a középkori oklevelekben. A középkorban 1349-től a boszniai püspökség és Szent Péterről nevezett káptalanának székhelye volt. A mai székesegyház elődje 1355-ben épült. 1386. július 25-én a város mellett fogták el a lázadó Horvátiak Mária királynőt és anyját, Erzsébetet. Várát a boszniai püspök birtokaként 1387-ben „Castrum Diako” néven említik először. A középkori város területe ma védett régészeti lelőhely.

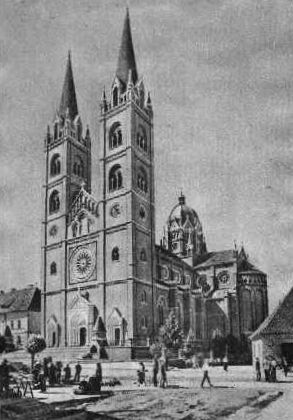
A székesegyház régi képen

### A török uralom alatt
A vár és a város 1536-ban került török kézre és 150 évig török uralom alatt állt. Jakova néven mintegy 5000 lakosú mezővárosként kádiluk és náhije székhelye volt. 1537-ben egy németekből, horvátokból, osztrákokból, csehekből és magyarok álló sereg döntő vereséget szenvedett itt egy kisebb török seregtől. Ez a város történetének legsötétebb időszaka, amikor szinte az összes katolikus templomot mecsetté építették át. Közülük a leghíresebb az Ibrahim pasa mecset volt, amelyet a török távozása után katolikus templommá alakítottak át. A törökök lerombolták a püspöki palotát, a székesegyházat és a Szent Lőrinc plébániatemplomot. 1551-ben a reformátusok felgyújtották a ferencesek kolostorát is. A katolikus intézmények megszűntek. Diakovár püspökei hontalan, utazó püspökké váltak. A lelkipásztori gondozást a ferencesek végezték, amelyet a törökök még eltűrtek. Evlija Cselebi is járt itt utazása során megemlítve a pasa pompás udvarházait és a város három szép dzsámiját.

### A nagyvárossá fejlődés útján
A város 1687-ben szabadult fel a török uralom alól, de ekkor teljesen leégett. 1690-ben a püspök is visszatért és megkezdődött a város újjáépítése. Egy szerényebb székesegyház és püspöki palota épült. Patačić püspök 1706-ban megalapította a püspöki ménest. 1773-ban Diakovár a bosznia-diakovári és szerémi egyesített egyházmegye központjává vált, amely a mai Horvátország teljes északkeleti összes régióját magában foglalta. 1774-ben XIV. Kelemen pápa a püspökséget az esztergomi érsek fennhatósága alá rendelte. 1805-ben Napóleon hadai elől ide menekítették a lipicai ménest, melynek egy része itt is maradt. Mandić püspök megnyitotta Szlavónia és Baranya legrégebbi felsőoktatási intézményét, a teológiai szemináriumot. Diakovár mindig fejlett kézművességgel rendelkező város volt. 1813-ban megalakult a Céhes Iparosok Egyesülete. Az ipari fejlődés a malmok és a téglagyár építésével kezdődött, de a számos, különféle szakmákból jött kézműves termékeinek kínálatával nagyban hozzájárult, hogy a város neve különösen a vásárokon Szlavónia egész területén ismertté vált. Jelentős gazdasági tevékenység bontakozott ki a püspöki uradalomban is, különösen a szőlészet területén. A fejlődés újabb lendületet kapott 1849-ben Juraj Strossmayer püspök kinevezésével. Az ő idejében az uradalom tekintélyes jövedelemmel rendelkező gazdasággá vált, lehetővé téve a nagy püspök számára, hogy pártfogója legyen olyan intézményeknek, mint a Horvát Tudományos Akadémia. Diakováron új székesegyházat, valamint számos egyházi és gazdasági épületet építtetett. A székesegyház építése 1866-ban kezdődött és 1882-ben fejeződött be.

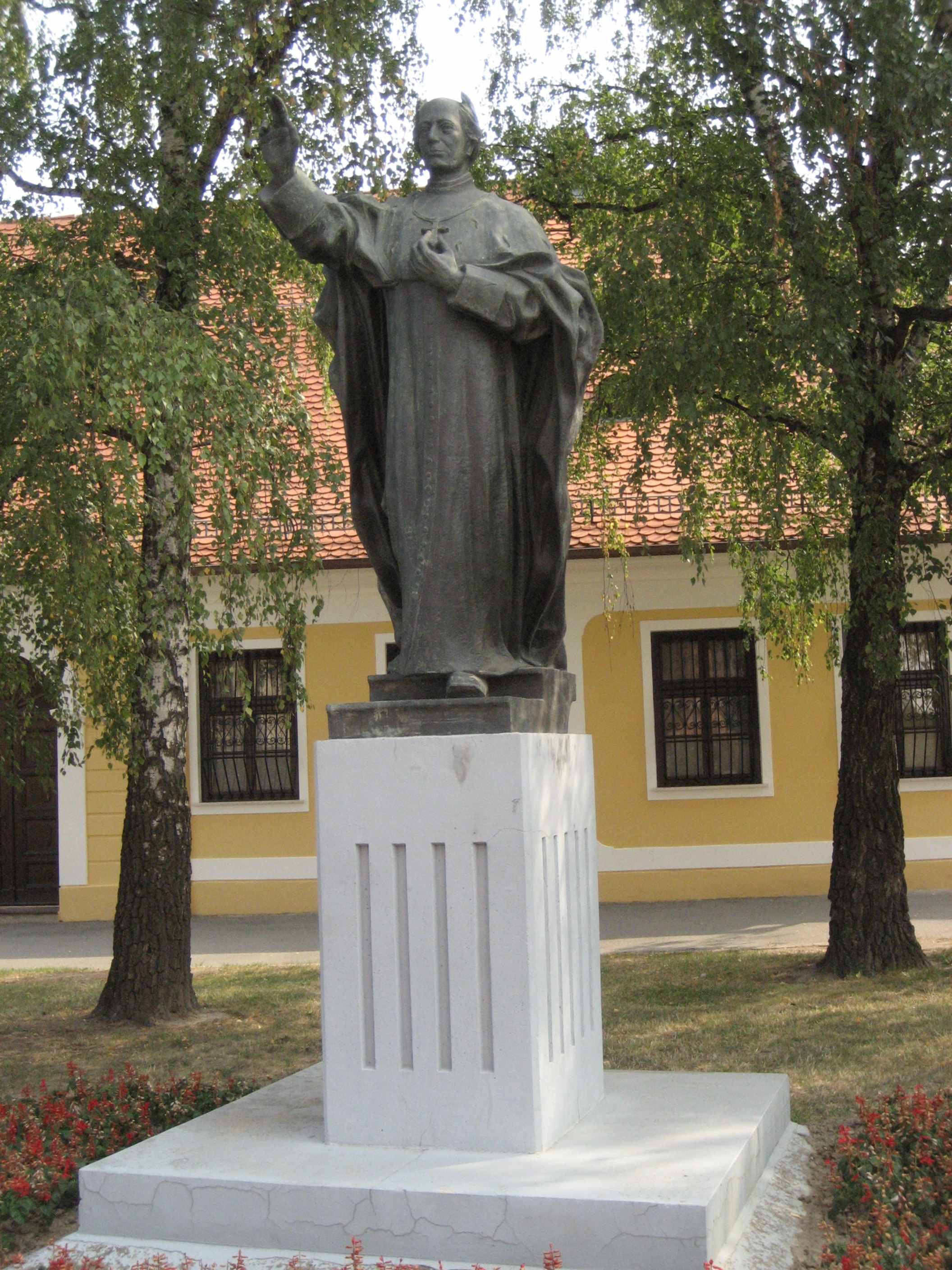
Strossmayer püspök szobra

### A 20. században
1910-ben 6304 lakosából 4894 horvát, 890 német, 249 magyar és 164 szerb volt. A trianoni békeszerződésig Verőce vármegye Diakovári járásának székhelye volt. 
Az első világháború után 1918-ban az új szerb-horvát-szlovén állam, majd később (1929-ben) Jugoszlávia része lett. Az 1930-as években Roncalli bíboros, a későbbi XXIII. János pápa tett látogatást a városban. A huszadik században a háborúk háromszor is megszakították a város fejlődését. Különösen tragikus következményekkel járt a második világháború, amikor a városban is harcok zajlottak. A katedrálist többször is lőtték és súlyosan sérült, pedig már előzőleg az 1933-as tűzvész súlyos is károkat okozott benne, többek között az első székesegyház orgonája is megégett. Nevezetes esemény a város életében II. Erzsébet angol királynő látogatása, aki hivatalos jugoszláviai látogatásának részeként 1972-ben férjével az itteni lipicai ménest tekintette meg.
Diakovár 1991-től a független Horvátországhoz tartozik. A honvédő háború kitörésekor lakossága nagy számban csatlakozott a horvát hadsereg egységeihez. Így közel fél évszázaddal az utolsó háború után, 1991. szeptember 15-én ismét harcok törtek ki a városban a horvát erők és az egykori JNA egységei között. Három napos harc után a JNA egységek kivonultak a városból átadva azt a horvát hadsereg harcosainak. 2001-ben a városnak 20 912 lakosa volt. Ugyancsak nevezetes esemény volt II. János Pál pápa 2003. június 7-i látogatása, aki a diakovár-szerémi egyházmegyét látogatta meg és a székesegyház előtt Zoran Vinkovic polgármester által adományozott sokác kalapban mondott rövid beszédet. 2008. június 18-án XVI. Benedek pápa érsekségi rangra emelve létrehozta a Diakovár-Eszéki főegyházmegyét, melynek első érseke Marin Srakić, a korábbi diakovár-szerémi püspök lett. 2011-ben a városnak 19 491, a községnek összesen 27 745 lakosa volt.

## Lakossága
| Lakosság változása | Lakosság változása | Lakosság változása | Lakosság változása | Lakosság változása | Lakosság változása | Lakosság változása | Lakosság változása | Lakosság változása | Lakosság változása | Lakosság változása | Lakosság változása | Lakosság változása | Lakosság változása | Lakosság változása | Lakosság változása |
| ------------------ | ------------------ | ------------------ | ------------------ | ------------------ | ------------------ | ------------------ | ------------------ | ------------------ | ------------------ | ------------------ | ------------------ | ------------------ | ------------------ | ------------------ | ------------------ |
| 1857               | 1869               | 1880               | 1890               | 1900               | 1910               | 1921               | 1931               | 1948               | 1953               | 1961               | 1971               | 1981               | 1991               | 2001               | 2011               |
| 3.078              | 4.085              | 4.442              | 5.159              | 6.375              | 7.344              | 7.716              | 8.526              | 9.522              | 10.225             | 12.744             | 15.987             | 18.105             | 20.317             | 20.912             | 19.491             |

## Gazdaság
Diakovár környéke a Đakovštinának gazdaságát hagyományosan a mezőgazdasági termékek, bőr, gyapjú, valamint az állatok kereskedelme jellemzi. A helyi ménest 1506-ban alapították, melyet 1805-ben a lipicai ménessel gyarapítottak és tettek világhírűvé. Jelentős még a faipar, bútoripar, a fémipar, a mezőgazdasági eszközök gyártása, a textil-, vegy- és élelmiszeripar; építőanyagok gyártása, valamint a nyomtatás.

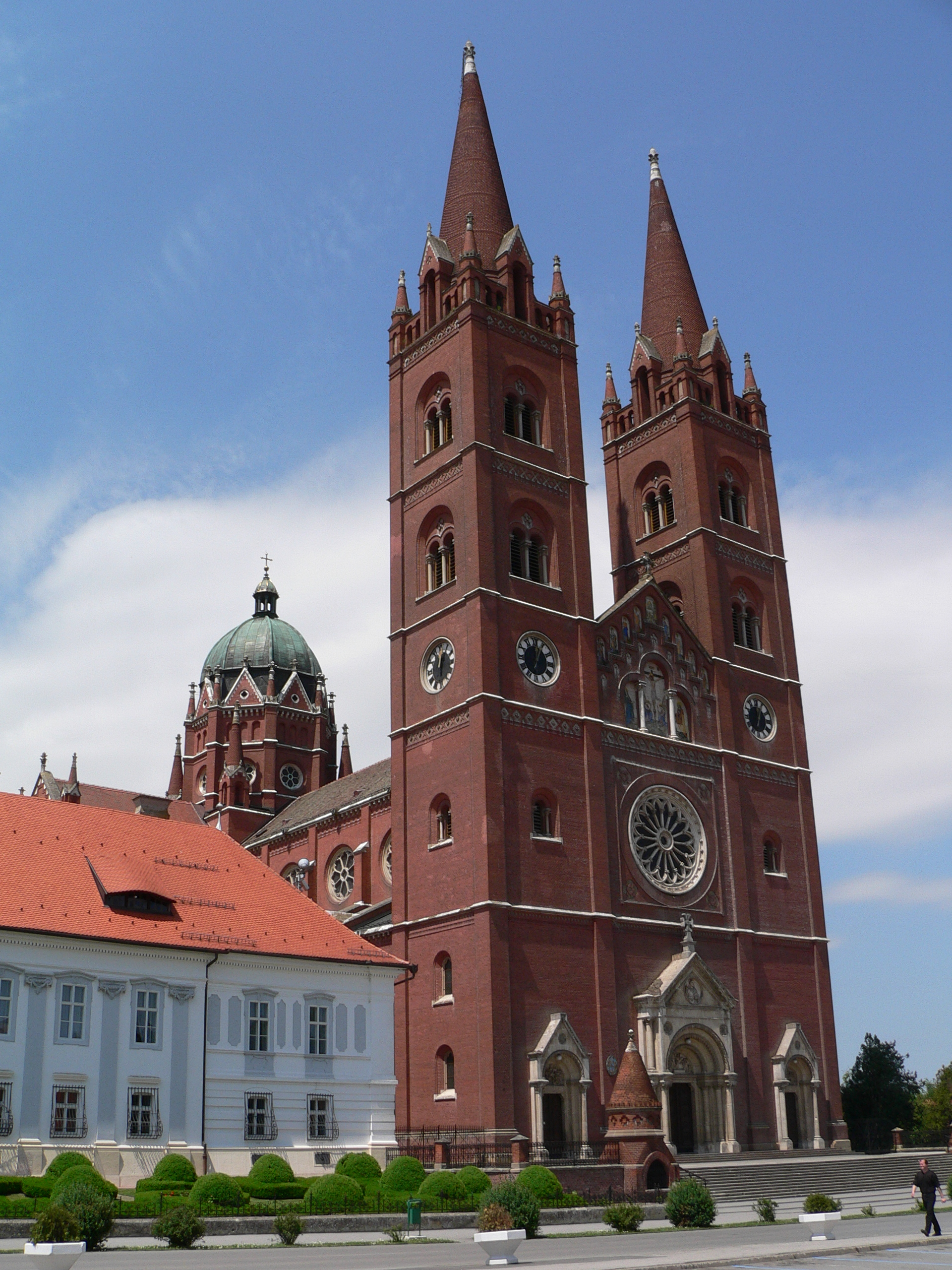
A Szent Péter székesegyház

## Nevezetességei
- Mai székesegyházát[11] 1866-ban kezdte építeni Strossmayer püspök neogótikus-neoromán stílusban. Az építkezés teljes 16 évig tartott, ebből 4 év a székesegyház külső építkezése, 12 pedig belső díszítése volt. Összesen 7 000 000 darab téglát égettek ki építésére. A köveket Isztriából, Magyarországról, Ausztriából, Olaszországból és Franciaországból szállították. A katedrális tervezői Karl Roesner és Friedrich Schmidt bécsi építészek voltak. A belső festést Rómában élő német festőkre, Alexander-Maximilian és Ludwig Seitzre, apára és fiára, valamint az itáliai N. Consonira és L. Ansiglionira bízták. A katedrális 7 oltárral rendelkezik, 43 freskója, 31 szobra és 32 domborműve van. Ezen kívül egy 73 regiszterrel, három manuállal és 5 486 síppal ellátott orgonával van felszerelve. A székesegyházat 1882-ben szentelték fel. A háromhajós épület kupolája 59 m magas, tornyai 84 méter magasak. Az épület 1933-ban leégett, 1936-ra állították helyre. Főoltára 15 m magas, marseille-i márványból készült. Híres püspöke Josip Juraj Strossmayer a Horvát Nemzeti Múzeum, a Horvát Akadémia és a Zágrábi Egyetem alapítója, a horvát kultúra atyja, politikusként a magyarosítási politika és a kiegyezés ellenfele a sírboltban nyugszik. A sírboltot R. Valdec 1913-ban készített domborműve díszíti.
- Az emeletes érseki palota[12] 1703-ban Patačić püspök idejében épült későbarokk stílusban. A 14. századi eredeti gótikus épületből csak a nyugati fal egy része, illetve a Szent József kápolna szerkezetében a régi székesegyház egy része maradt meg. Mai formájának kialakulásához építkezéseikkel a 18. században Josip Antun Čolnić, Petar Bakić és Matej Franjo Krtica, a 19. században pedig Raffay Imre püspökök nagyban hozzájárultak. 2008-tól érsekség székhelye, a nagyobb egyházmegyei intézmények és hivatalok helyszíne. A kétszárnyú épület a székesegyháztól délre található, a fő tér nyugati oldalát zárja le. A palota belsejét reprezentatív szalonok díszítik, amelyeket püspökök portréival és más értékes műalkotásokkal díszítettek.
- A püspöki szemináriumot[13] Antun Mandić püspök alapította 1806-ban. A szeminárium, mint a leendő papok nevelési és felsőoktatási intézménye már több mint egy évszázada a volt ferences kolostor épületében működött, mely még a 18. század elején a Szeplőtelen Fogantatás templommal egy időben épült, amikor ennek helyén 1913-ban Ivan Krapac püspök idejében felépítették a szeminárium új épületét. A szecessziós épületet Dionis Sunko zágrábi építész tervezte.
- A káptalani vagy a kanonokházak[14] a későbarokk építészet alkotásai a városban. A 18. században Matej Franjo Krtica püspök építette őket. Az építkezés Mária Teréziának a boszniai és a szerémi egyházmegye egyesülésének alkalmából kiadott chartája nyomán indult meg. A káptalan azoknak a papoknak a közössége, akik különleges, többnyire liturgikus szolgálatokat végeznek az egyházmegyei központokban. Őket kanonoknak hívják és valamennyien a káptalan egyházi intézményéhez tartoznak.
- Az irgalmas nővérek Jézus szíve temploma, amely a kolostor része, 1908-ban épült és ugyanazon év szeptember 14-én szentelték fel. A templom és a kolostor építéséhez szükséges telket Josip Juraj Strossmayer püspök adományozta a nővéreknek, aki meghívta a nővéreket Svájcból Diakovárra. A templomot fából faragott oltárok díszítik, aranyozott angyalokkal, virágokkal, levelekkel és indákkal díszítve. A templom orgonáját 1942-ben építették, 3 manuállal, 28 regiszterrel és teljes pedálművel.

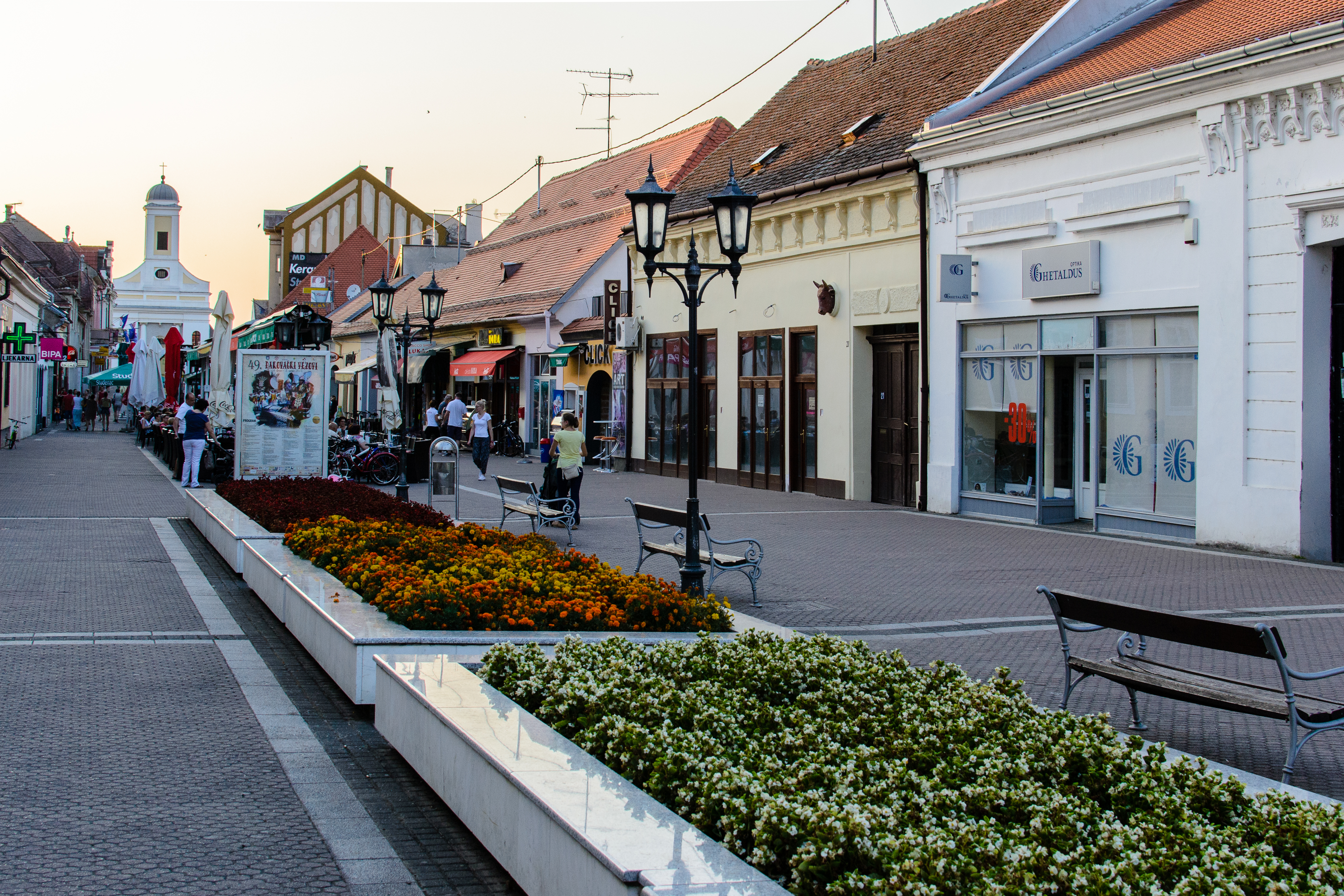
Sétálóutca

- A török korból származik Hadzsipasa magas kupolával fedett dzsámija.
- A Mindenszentek tiszteletére szentelt plébániatemplomot[15] a történészek szerint a 14. században építették, amikor még Szent Lőrinc plébániatemplomnak nevezték. A török uralom alatt mecsetté (Ibrahim pasa mecset) alakították át. Az épületet a felszabadulás után nem rombolták le, hanem később a Mindenszentek tiszteletére szentelt templommá alakították át. A létesítmény bizánci-mór stílusú belsejének egyedi szépsége Horvátország egész területén egyedülálló. Klasszicista homlokzata a 19. században készült.
- A Szent Kereszt templom és kolostor épülete[16] egy szabadon álló egyemeletes épület, amelyet 1856 és 1859 között építettek historizáló stílusban. Az épület egy már meglévő romos és elhanyagolt ház bővítéseként épült. A kolostor épülete, az új kolostorépülettel és a Szent Kereszt-templom egy monumentális egység, amely mint a szlavóniai szecessziós szakrális építészet ritka példája építészeti és esztétikai értékkel bír. Fontos szerepet játszik a Tomislav király utca kialakításában és tökéletesen illeszkedik a historikus, szabadon álló házak hangulatába.

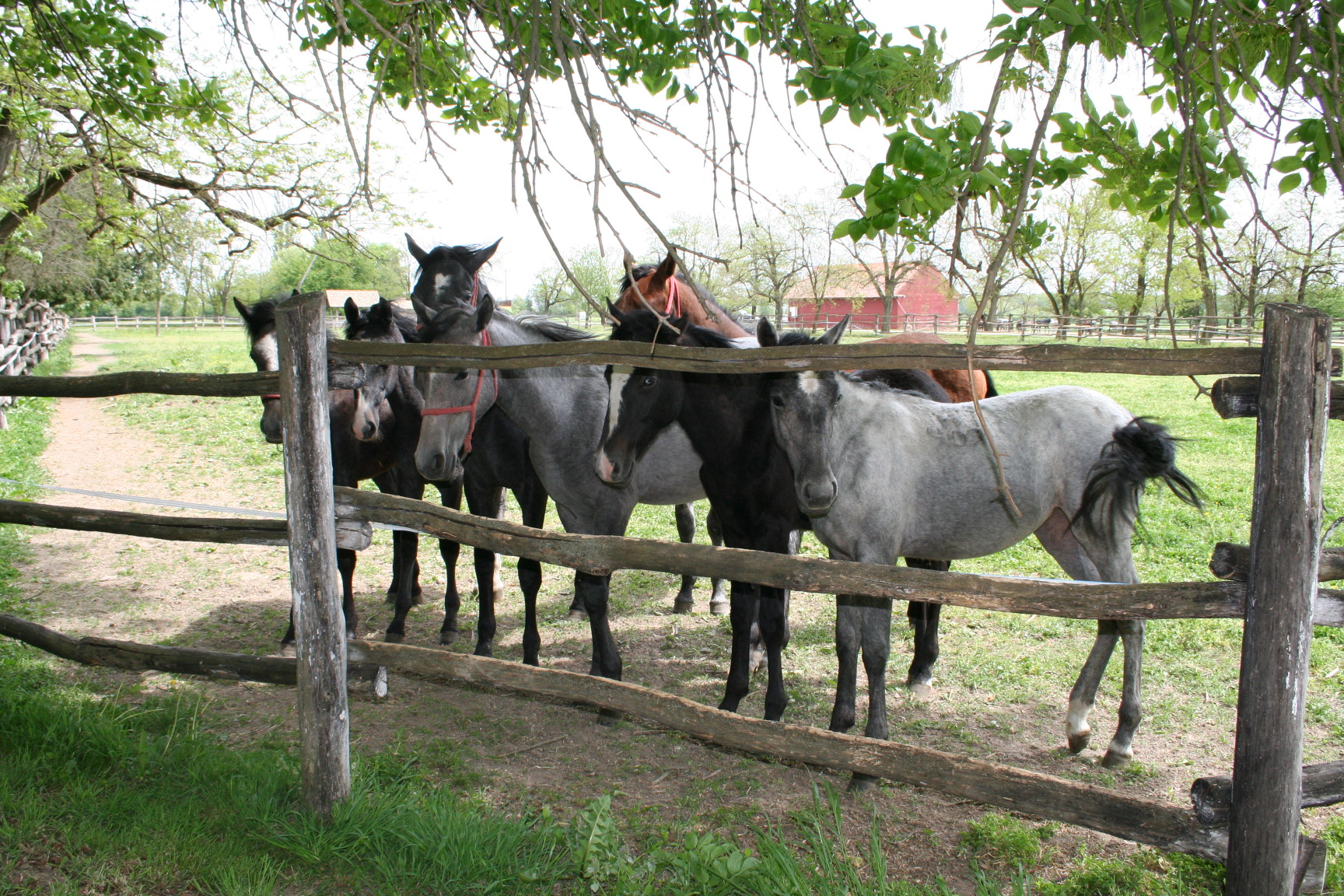
A diakovári ménes Ivandvorban

- A diakovári ménest 1506-ban alapította Patačić püspök. Ez Európa egyik legrégebbi ménestelepe, mely a térségi lótenyésztés hosszú hagyományáról mesél. A ménesben található lipicai lovakat a 19. század elején kezdték tenyészteni. Ma Állami Diakovári és Lipicai Ménesként működik. A lovak tenyésztése két helyen folyik: a város szívében található Pastruharnán és a város közvetlen közelében fekvő Ivandvoron. A lótenyésztés és nemesítés mellett a ménesben díjlovaglással is foglalkoznak, amelynek minőségét a lovasversenyeken elért eredmények is jelzik.
- A Városháza[17] épületét 1901-ben építették a régi önkormányzati épület helyén, klasszicista stílusban, neoreneszánsz elemekkel. Az épület tervezését Josip Vancaš építészre bízták, az építést Ivan Domes vezette. A Városháza palotája egyben az első épület is a városban, amely a főutcán épült. Egyemeletes, historizáló stílusban épített ház, amelynek homlokzatát az első emeleti erkély uralja. Ez az épület határozta meg Diakovár főutcájának későbbi beépítési módját, meghatározva a későbbi épületek magasságát, méreteit és stílusjegyeit.
- A járási hivatal épülete[18] a 19. század második felében épült, abban az időben, amikor Diakovár a püspöki birtok mellett járási székhely is lett. Az épület szabadon álló egyemeletes épületként klasszicista stílusban épült. Szimmetrikusan kialakított utcai homlokzata, a két végén két rizalittal a klasszicista díszítőelemek teljes skáláját mutatja, ellentétben a díszítő elemektől mentes oldalsó és udvari homlokzatokkal. Az épület téglából épült. Ma az Đakovština Régió Múzeuma található benne.
- A Reichsman-ház[19] a város szecessziós építészetének egyik legszebb példája. Dekoratív minőségével és építészeti elemeivel, amelyeket különösen hangsúlyoznak a többszintes tetőszerkezet, valamint a homlokzat falsíkjának kiemelkedései, jelentősen gazdagítja a város főutcáját, és hozzájárul a 20. század első fele gazdag polgársága palotáinak hangulatához.
- Az Első Horvát Takarékpénztár épülete[20] 1914-15-ben épült, az Axmann-Malin-Rožić tervezőiroda tervei szerint. A kétemeletes épület szecessziós és art deco stílusban épült. Az épület egyike azon késő szecessziós épületeknek, amelyek erős kiemelkedéseivel és geometriailag stilizált díszítésével új minőséget kölcsönöz a város egyik legrégebbi és legreprezentatívabb utcájának.
- Ivo Lola Ribar 1952-ben felállított szobra Tomo Rosandić akadémiai szobrászművész alkotása.[21]

## Kultúra
- A városi múzeumot 1952-ben alapították. Régészeti, történeti, néprajzi numizmatikai és képzőművészeti gyűjteménye van. Az etnológiai és a kulturtörténeti állandó kiállítás 2005-ben, illetve 2006-ban, a régészeti állandó kiállítás 2017 közepén nyílt meg. Az állandó múzeumi kiállításon kívül a látogatók különféle időszakos kiállításokat is megtekinthetnek. A kiállítási tevékenységek mellett a múzeum munkatársai szisztematikusan dolgoznak az oktatási tervek kidolgozásán, elsősorban általános iskolás és középiskolás fiatalok számára, miközben katalógusok nyomtatásával, alkalmi kiállításokkal, könyvkiadásokkal és múzeumi kiadványokkal kiadói tevékenységet is végeznek.
- A Strossmayer emlékmúzeumot 1990-ben alapították, az akkori püspök Ciril Kos döntése alapján. A múzeum művészeti gyűjteménye, szobrai, a szakrális gyűjtemény, valamint a könyvek és dokumentumok gyűjteménye őrzi Juraj Strossmayer püspök életének és munkásságának emlékét. A földszinten állandó kiállítás, a tetőtérben pedig képgaléria található.
- A városi könyvtárat és olvasótermet 1946-ban alapították. A kezdeti álloomány 1420 könyv volt, ma a könyvtár több mint 93 000 kötettel rendelkezik. 1953-ban független intézménnyé vált. 1965-ben az egyetem alapításával elvesztette független intézményi státusát és könyvtári központként az egyetem részévé vált. 1979-ban újra önálló intézményként kezdhette meg a munkát. 1987-ben a Kulturális Központ épületében nyert végleges elhelyezést.

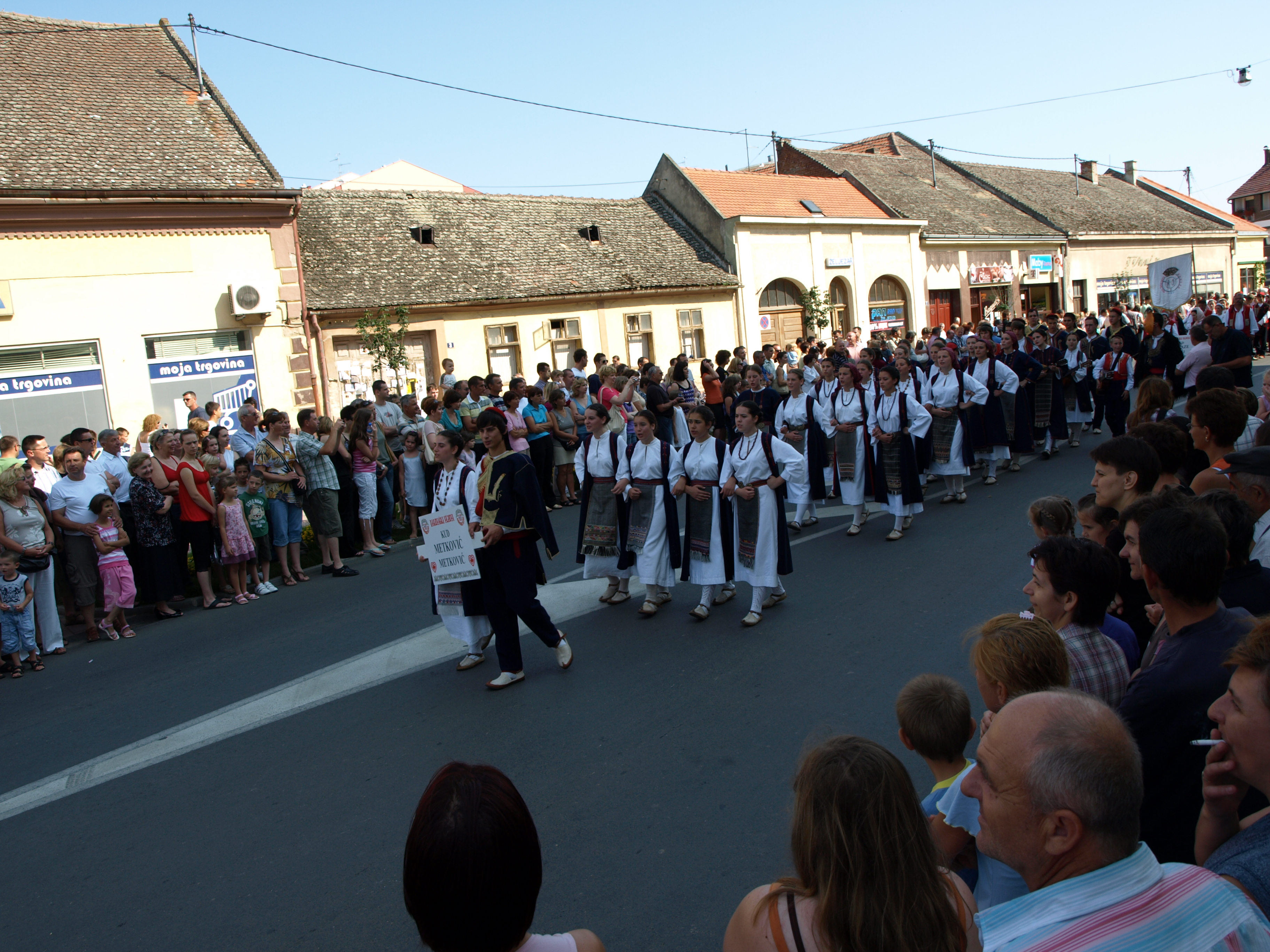
A Đakovački vezovi fesztivál

- 1967 óta minden év július elején rendezik meg a „Đakovački Vezovi” nevű folklórfesztivált, ahol népitánc és énekegyüttesek lépnek fel, kiállítások tekinthetők meg. A székesegyházban kórusok szerepelnek és operaelőadások vannak. A lipicai lovasbemutató különleges része a programnak. A folklórcsoportok legszebb népviseletükben vonulnak fel a virággal díszített utcákon. A fesztivál két hétig tart, július első vasárnapján fejeződik be.
- További jelentős kulturális rendezvények a „Silvestarske noći” (Szilveszteri éjszaka), „Đakovački rezovi” (Diakovári filmfesztivál), „Đakovački bušari” (Diakovári busójárás), „Pola nove godine” (Félévi nyári fesztivál), „Smotra starogradskih plesova i pjesama” (Régi városi dalok és táncok szemléje), „Ivanjski krijesovi” (Szentivánéji fesztivál), „Smotra crkvenoga pučkog pjevanja” (Népi templomi énekek szemléje), „Đakovački susreti hrvatskih književnih kritičara” (Horvát irodalomkritikusok találkozója).
- A városban két kulturális és művészeti egyesület működik:
  - A KUD „Sklad” kulturális és művészeti egyesületet 1863-ban alapították. Az egyesület kizárólag a város eredeti dalaival és táncaival foglalkozik, előadva azokat a városi rendezvényeken és szerte az országban. Jelenleg hat szekciója működik: folklór, tambura, mazsorett, színjátszó, ritmikus gimnasztikai és információs csoportok.
  - A KUD „Tena” kulturális és művészeti egyesületet 1985-ben alapították. Horvát táncok koreográfiájával foglalkoznak. Folklór és tamburacsoportjuk működik. Számos hazai és külföldi fesztiválon léptek már fel.
- A városnak két rádióadója van: a Radio Đakovo és a Novi Radio.

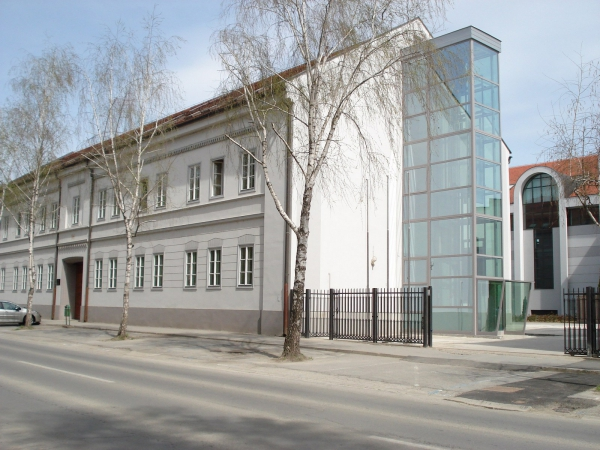
A Katolikus Teológiai Főiskola épülete

## Oktatás
Főiskolák:
- Katolikus Teológiai Főiskola

Középiskolák:
- Antun Gustav Matoš Gimnázium
- Radić testvérek gazdasági iskola
- Antun Horvat szakiskola
- Mentor szabadegyetem
- Mentor nyelviskola

Általános iskolák
- O.Š. Ivan Goran Kovačić, melynek keretében zeneiskola is működik
- O.Š. Josip Antun Čolnić
- O.Š. Vladimir Nazor

Óvodák:
- Đakovo – Gajeva
- Đakovo – Vila
- Đakovo – Mažuranićeva
- Sunčev sjaj-Nazaret (Montessori)
- Zvrk

## Sport
- NK Đakovo és NK Croatia Đakovo (a két labdarúgóklub 2012-ben HNK Đakovo-Croatia néven egyesült)
- NK Dračice Đakovo labdarúgóklub
- KK Đakovo kosárlabdaklub
- RK Đakovo kézilabdaklub
- ŽRK PAN Đakovo női kézilabdaklub
- ŽOK Đakovo röplabdaklub
- SK Đakovo lövészklub
- Triangle brazil jiu-jitsu klub
- Karate klub Đakovo
- Blitz thai boxklub
- PK Đakovo úszóklub
- VK Đakovo vizilabdaklub
- AK Đakovo atlétikai klub
- SLA Ante Perić atlétikai klub
- KK Đakovo lovassport klub
- ŠK Đakovo sakk-klub
- ŠK Dama sakk-klub
- TK Đakovo teniszklub
- STK Đakovo asztaliteniszklub
- STK Dračice Đakovo asztaliteniszklub
- GK Sokol tornászklub
- MNK Đakovo kispályás labdarúgóklub
- BK Đakovo bocsaklub
- ŠRU Šaran sporthorgászklub
- ŠRU Bajer sporthorgászklub
- BK Kult Đakovo kerékpárosklub
- KK Silos tekeklub
- KK Fortuna tekeklub
- KK Policija tekeklub
- ŽKK Đakovo nói tekeklub

## Híres emberek
- Itt született Attomyr József homeopátiás orvos (1807–1856)

## Egyesületek
- DVD Đakovo önkéntes tűzoltóegylet
- Klasje Đakovo cserkészcsapat
- Đakovo hegymászó egyesület
- Đakovo fotó és moziklub
- Đakovački rezovi filmklub
- Street egyesület az ifjúsági művészetek és kultúra népszerűsítésére
- Đakovo informatikai egyesület
- Etno Media civil kulturális egyesület
- Horvát Vöröskereszt városi szervezete
- Đakovo kutyabarát egyesület
- Orion csillagászati egyesület
- Udruga Šokaca Đakovštine, a đakovštinai sokácok egyesülete
- Slavonija technikai pedagógiai kulturális egyesület
- Đakovačka diákegyesület
- Đakovo ifjúsági egyesület
- Hang és kép kulturális egyesület
- Riječ ravnice Đakovo népi énekkar
- Radio klub Đakovo rádiósklub
- UPUZ egyesület a művészetek és a tudomány fejlesztésére
- HNK Hajduk Split baráti egyesület